# Уральская (станция метро)
«Ура́льская» — 4-я станция Екатеринбургского метрополитена, расположена на 1-й линии между станциями «Машиностроителей» и «Динамо».
Станция открыта 23 декабря 1992 года в составе второго пускового участка Екатеринбургского метрополитена «Машиностроителей» — «Уральская».
Станция расположена рядом с железнодорожным вокзалом и Северным автовокзалом.

## История строительства
- 28 августа 1980 года — из вертикального ствола шахты станции на торжественном митинге вынут первый экскаваторный ковш земли — началось строительство свердловского метрополитена[1].
- Сентябрь 1980 года — развернулись горнопроходческие работы[1].
- Декабрь 1980 года — собран копер для размещения горного шахтного комплекса[1].
- Май 1981 года — закончена проходка шахтного ствола[1].
- Декабрь 1981 года — вблизи станции построен и введен в эксплуатацию первый административно-бытовой корпус[1].
- Июль 1982 года — завершено сооружение подходной выработки, насосной камеры и рудничного двора, началась проходка перегонного тоннеля в сторону станции «Машиностроителей»[1].
- Август 1982 года — на самом длинном перегоне пускового участка между станциями «Машиностроителей» и «Уральская» началось строительство тоннелей[1].
- Август 1982 года — сдан в эксплуатацию железнодорожный тупик с прирельсовыми складами[1].
- Март 1986 года — на сооружении станционных тоннелей станции начался монтаж чугунной «оболочки» из тюбингов большого диаметра (8,5 метров)[1].
- Август 1986 года — бригада Н. Вопилова со станции «Уральская», пробив под землей 750 метров правого перегонного тоннеля, совершила сбойку на промежуточном стволе № 10 (на перегоне к станции «Машиностроителей»)[1].
- Февраль 1987 года — началось строительство наклонного эскалаторного хода[1].
- Декабрь 1987 года — развернулись работы по проходке среднего станционного тоннеля[1].
- Ноябрь 1988 года — бригада проходчиков А. Пелинского совершила сбойку в левом перегонном тоннеле на трассе между станциями «Уральская» и «Машиностроителей», позади — 1560 метров[1].
- Февраль 1989 года — после сбойки, проведённой бригадой проходчиков Ю. Гнидина в левом перегонном тоннеле между станциями «Динамо» и «Уральская», обеспечен сквозной проезд поезда под землёй по всей трассе от центра города до станции «Проспект Космонавтов»[1].
- Июнь 1989 года — завершилась проходка наклонного хода на станции «Уральская»[1].
- 22 декабря 1992 года — государственной комиссией принята в эксплуатацию[2].
- 23 декабря 1992 года — открыто пассажирское движение.
- 22 декабря 1994 года — открыто пассажирское движение до станции «Площадь 1905 года».

## Вестибюли и пересадки
Станция имеет один подземный вестибюль, связанный с северным торцом платформы четырьмя эскалаторами. Изначально планировалось построить подземный переход от вестибюля в здание железнодорожного вокзала, однако эта часть проекта осталась нереализованной. В 2024 году объявлялось о будущей постройке перехода к вокзалу. Также запланирован второй выход со станции, ведущий к улице Челюскинцев.

## Техническая характеристика
- Конструкция станции — пилонная глубокого заложения.
- Глубина заложения — 56 метров.

## Расположенные у метро объекты
- Железнодорожный вокзал «Екатеринбург-Пассажирский»
- Автовокзал «Северный»
- Музей Свердловской железной дороги
- Дворец Культуры железнодорожников

## Оформление
На перроне пилоны стоят на литых чугунных плитах. Внутри пилонов (совершенно уникально) были оставлены естественные скальные породы. Пол платформы выполнен из серого полированного гранита; путевые стены станции выложены мрамором нижнетагильского месторождения; пилоны — мрамором коелгинского месторождения; арки и другие элементы перрона украшены плитами змеевика; арочные обрамления, ниши сделаны из металла. Объёмные декоративные люстры из кованого металла (разработка — Виктора Кощеева), изготовленные на Уральском электромеханическом заводе, подвешены к своду.

## Наземный общественный транспорт
Станция имеет выходы к многочисленным остановкам, в том числе конечным, всех видов наземного транспорта: автобусов, троллейбусов, трамваев и маршрутных такси.
Таблица: маршруты общественного транспорта (данные на май 2020 года)
| Автобусы | Автобусы | Автобусы         | Автобусы                |
| №        | Следует к станциям метро | Конечный пункт 1 | Конечный пункт 2        |
| -------- | --- | ---------------- | ----------------------- |
| 1        | «Уральская» (остановка «ЖД Вокзал»)                                                                                                 | ЖД Вокзал        | посёлок Кольцово        |
| 01       | «Уральская» (остановка «ЖД Вокзал»)                                                                                                 | ЖД Вокзал        | аэропорт Кольцово       |
| 15       | «Уральская» (остановка «Вокзальная»)                                                                                                | Пехотинцев       | 40 лет ВЛКСМ            |
| 21       | «Уральская» (остановка «ЖД Вокзал»), «Площадь 1905 года»                                                                            | Краснолесье      | ЖД Вокзал               |
| 23       | «Уральская» (остановка «ЖД Вокзал»), «Площадь 1905 года», «Геологическая» (остановка «Цирк»), «Чкаловская» (остановка «Автовокзал») | Академгородок    | ЖД Вокзал               |
| 31       | «Уральская» (остановка «ЖД Вокзал»)                                                                                                 | ЖД Вокзал        | Трактовая               |
| 043      | «Уральская» (остановка «ЖД Вокзал»)                                                                                                 | ЖД Вокзал        | Северка                 |
| 045      | «Уральская» (остановка «ЖД Вокзал»), «Площадь 1905 года»                                                                            | ЖД Вокзал        | НПЦ Онкология           |
| 48       | «Уральская» (остановка «ЖД Вокзал»), «Площадь 1905 года»                                                                            | Широкая Речка    | Горбольница № 7         |
| 052      | «Уральская» (остановка «ЖД Вокзал»), «Площадь 1905 года»                                                                            | ЖК Полесье       | Горбольница № 7         |
| 056      | «Уральская» (остановка «ЖД Вокзал»), «Площадь 1905 года», «Геологическая» (остановка «Цирк»), «Чкаловская» (остановка «Автовокзал») | Сосновый бор     | Уралобувь               |
| 57       | «Уральская» (остановка «ЖД Вокзал»), «Площадь 1905 года», «Геологическая» (остановка «Цирк»), «Чкаловская» (остановка «Автовокзал») | Пехотинцев       | Елизавет                |
| 57А      | «Уральская» (остановка «ЖД Вокзал»), «Площадь 1905 года», «Геологическая» (остановка «Цирк»), «Чкаловская» (остановка «Автовокзал») | ДМБ № 9          | 2-я Новосибирская улица |
| 60       | «Уральская» (остановка «Вокзальная»)                                                                                                | ТРЦ Карнавал     | Синие Камни             |
| 082      | «Уральская» (остановка «Вокзальная»)                                                                                                | Уралтехгаз       | ТК КОР                  |
| 120      | «Уральская» (остановка «Вокзальная»)                                                                                                | Екатеринбург     | Косулино                |
| 147      | «Уральская» (остановка «ЖД Вокзал»)                                                                                                 | ЖД Вокзал        | Таватуй                 |

| Трамваи | Трамваи | Трамваи                  | Трамваи               |
| №       | Следует к станциям метро | Конечный пункт 1         | Конечный пункт 2      |
| ------- | --- | ------------------------ | --------------------- |
| 3       | «Уральская» (остановка «ЖД Вокзал»), «Геологическая» (остановка «Цирк»)                                                             | ЦПКиО им. Маяковского    | ЦПКиО им. Маяковского |
| 5       | «Уралмаш», «Машиностроителей» (остановка «Педуниверситет»), «Уральская» (остановка «ЖД Вокзал»)                                     | УЗТМ                     | 40 лет ВЛКСМ          |
| 7       | «Машиностроителей» (остановка «Педуниверситет»), «Уральская» (остановка «ЖД Вокзал»)                                                | Эльмаш                   | микрорайон 7 ключей   |
| 21      | «Уральская» (остановка «ЖД Вокзал»), Геологическая (остановка «Цирк»)                                                               | ЦПКиО им. Маяковского    | улица Кирова          |
| 23      | «Уральская» (остановка «ЖД Вокзал»)                                                                                                 | улица Машиностроителей   | улица 40 лет ВЛКСМ    |
| 27      | «Уральская» (остановка «ЖД Вокзал»), «Площадь 1905 года», «Геологическая» (остановка «Цирк»), «Чкаловская» (остановка «Автовокзал») | Керамическая (кольцевой) | ЖД Вокзал             |
| 32      | «Уральская» (остановка «ЖД Вокзал»), «Геологическая» (остановка «Цирк»)                                                             | Дворец Спорта            | улица 40 лет ВЛКСМ    |

| Троллейбусы | Троллейбусы | Троллейбусы                                  | Троллейбусы               |
| №           | Следует к станциям метро | Конечный пункт 1                             | Конечный пункт 2          |
| ----------- | --- | -------------------------------------------- | ------------------------- |
| 1           | «Уральская» (остановка «ЖД Вокзал»), «Ботаническая» (остановка «улица Шварца») | ЖД Вокзал                                    | Химмаш                    |
| 3           | «Проспект Космонавтов», «Уралмаш», «Машиностроителей» (остановка «Педуниверситет»), «Уральская» (остановка «ЖД Вокзал»), «Площадь 1905 года» (остановки «Площадь Малышева» и «Рубин»), | улица Коммунистическая                       | улица Токарей             |
| 5           | «Проспект Космонавтов», «Уралмаш», «Машиностроителей» (остановка «Педуниверситет»), «Уральская» (остановка «ЖД Вокзал»)                                                                | улица Коммунистическая                       | ЦПКиО им. Маяковского     |
| 9           | «Уральская» (остановка «ЖД Вокзал»), «Ботаническая» (остановка «улица Шварца») | ЖД Вокзал                                    | Табачная фабрика «Альвис» |
| 11          | «Уральская» (остановка «гостиница Свердловск»), «Чкаловская» (остановка «Автовокзал»)                                                                                                  | гостиница Свердловск                         | улица Онуфриева           |
| 15          | «Уральская» (остановка «гостиница Свердловск»), «Ботаническая» (остановки «улица Крестинского» и «улица Шварца»)                                                                       | гостиница Свердловск                         | микрорайон Ботанический   |
| 17          | «Уралмаш», «Машиностроителей» (остановка «Педуниверситет»), «Уральская» (остановка «ЖД Вокзал»), «Площадь 1905 года» (остановки «Площадь Малышева» и «Рубин»)                          | УЗТМ                                         | УЗТМ (кольцевой)          |
| 18          | «Уральская» (остановка «гостиница Свердловск») | Академическая (кольцевой, внешнее кольцо)    | -                         |
| 19          | «Уральская» (остановка «гостиница Свердловск») | Академическая (кольцевой, внутреннее кольцо) | -                         |